# SH-60 시호크
SH-60 시호크는 UH-60 블랙호크를 개조하여 만든, 미국 해군의 쌍발 엔진 다목적 헬리콥터이다. 2013년 한국의 해상작전헬기 사업에서 와일드캣에 패했다. 하지만 2019년 경 인도에서 시호크 대잠헬기를 도입하게 되면서 가격이 하락, 2020년 2차 해상작전헬기 사업에서 MH-60R 시호크 12대가 도입이 결정되었다. 10톤 급의 해상작전헬기다.

## MH-60R 시호크

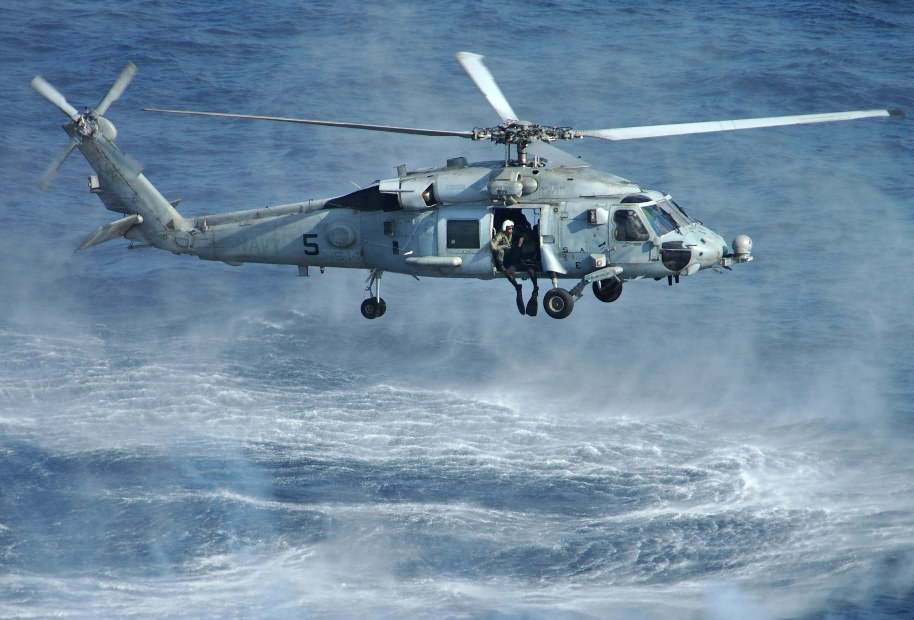
MH-60R 시호크

MH-60R 시호크는 Light Airborne Multi-Purpose System (LAMPS) Mk III이다. 프리깃함, 구축함, 순양함에 주로 탑재된다. 수상전과 대잠전에 사용된다.
견인식 MAD(Magnetic Anomaly Detector), 소노부이, APS-124 탐색 레이다, ALQ-142 ESM 시스템, 기수에 장착하는 FLIR 센서, 마크 46 어뢰, 마크 50 어뢰, 마크 54 어뢰, AGM-114 헬파이어 미사일, M60D/M240 7.62 mm (0.308 인치) 기관총, GAU-16 0.5 인치 (12.7 mm) 기관총을 장착할 수 있다.

## 파생형
- YSH-60B 시호크 : 개발용 버전으로 SH-60B가 된다.[3]
- SH-60B 시호크
- NSH-60B 시호크 : 비행 실험용.[3]
- SH-60F 오션호크
- NSH-60F 시호크 : 조종석 개량 계획을 지원하기 위해 SH-60F를 개조한 것[3]
- HH-60H 레스큐 호크
- YSH-60R 시호크
- MH-60R 시호크 : SH-60B 시호크와 SH-60F 오션호크를 한기종으로 통합한 최신 개량형. 조종석이 디지털 디스플레이화되었다. 다목적 능력 강화.
- YCH-60S 나이트호크
- MH-60S 나이트호크
- 시코르스키S-70B: 시코르스키사의 시호크 명칭. 수출용에 종종 사용된다.
- MH-60R 시호크 : 미국 해군이 운용중

## AQS-13F
SH-60 시호크는 디핑 소나 AQS-13을 운용한다. AQS-13F은 미국이 만든 가장 최신 디핑 소나로, 매우 우수한 성능을 갖고 있다.

### 스펙(제원)
- 주파수 : 10KHz
- 최대 아래 심도 : 1,500 ft(500m)
- 무게 : 90 kg
- 최대 유효 탐지거리 : 7 nm (12.9 km)
- 최대 수색 반경 : 10 nm (18.5 km)

## 운용국가
미국
- 미국 해군

### 미국 해군 비행대대

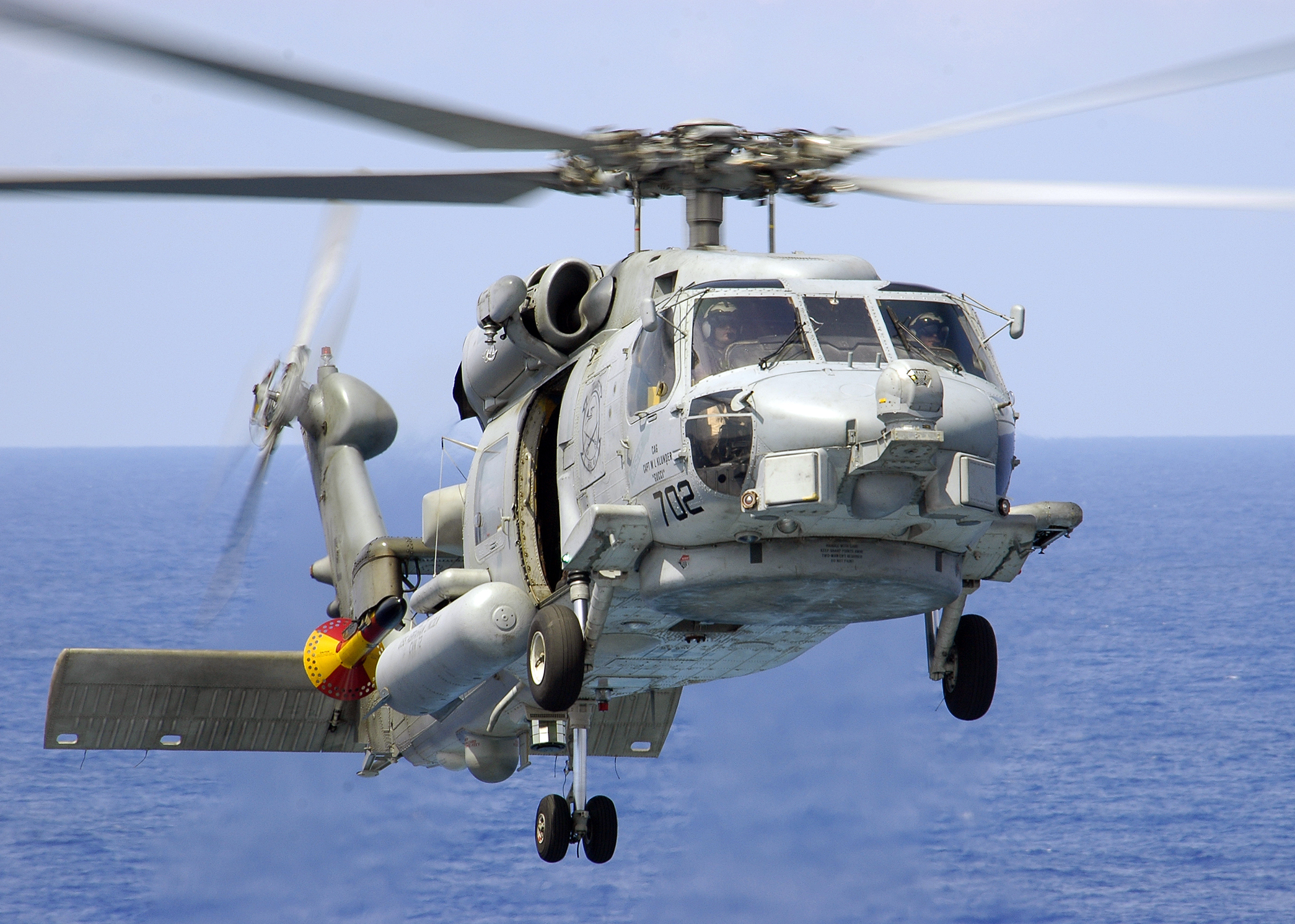
SH-60 시호크의 모습.

SH-60B
- HSL-37 "Easyriders"
- HSL-40 "Airwolves"
- HSL-42 "Proud Warriors"
- HSL-43 "Battle Cats"
- HSL-44 "Swamp Fox"
- HSL-45 "Wolfpack"
- HSL-46 "Grandmasters"
- HSL-47 "Saberhawks"
- HSL-48 "Vipers"
- HSL-49 "Scorpions"
- HSL-51 "Warlords"
- HSL-60 "Jaguars"[깨진 링크(과거 내용 찾기)]
- HSL-84 "Thunderbolts" 보관됨 2009-02-27 - 웨이백 머신

SH-60F/HH-60H
- HS-2 Golden Falcons"
- HS-3 "Tridents"[깨진 링크(과거 내용 찾기)]
- HS-4 "Black Knights"
- HS-5 "Nightdippers"
- HS-6 "Indians"
- HS-7 "Dusty Dogs"
- HS-10 "Warhawks"
- HS-11 "Dragonslayers"
- HS-14 "Chargers"
- HS-15 "Red Lions"
- HS-75 "Emerald Knights" (US Navy Reserve)
- HCS-4 "Red Wolves" - Redesignated HSC-84, 2006
- HCS-5 "Firehawks" - Disestablished, 2006

MH-60R
- HSM-41 Seahawks"
- HSM-71 Raptors 보관됨 2008-09-17 - 웨이백 머신

MH-60S
- HSC-2 "Fleet Angels"
- HSC-3 "Merlins" 보관됨 2008-10-08 - 웨이백 머신
- HSC-8 "Eightballers"
- HSC-21 "Blackjacks" 보관됨 2008-10-20 - 웨이백 머신
- HSC-22 "Sea Knights"
- HSC-23 "Wild Cards"
- HSC-25 "Island Knights" 보관됨 2008-12-30 - 웨이백 머신
- HSC-26 "Chargers" 보관됨 2008-10-19 - 웨이백 머신
- HSC-28 "Dragon Whales"
- HSC-85 "High Rollers"

### 미국 이외의 운용국가
오스트레일리아

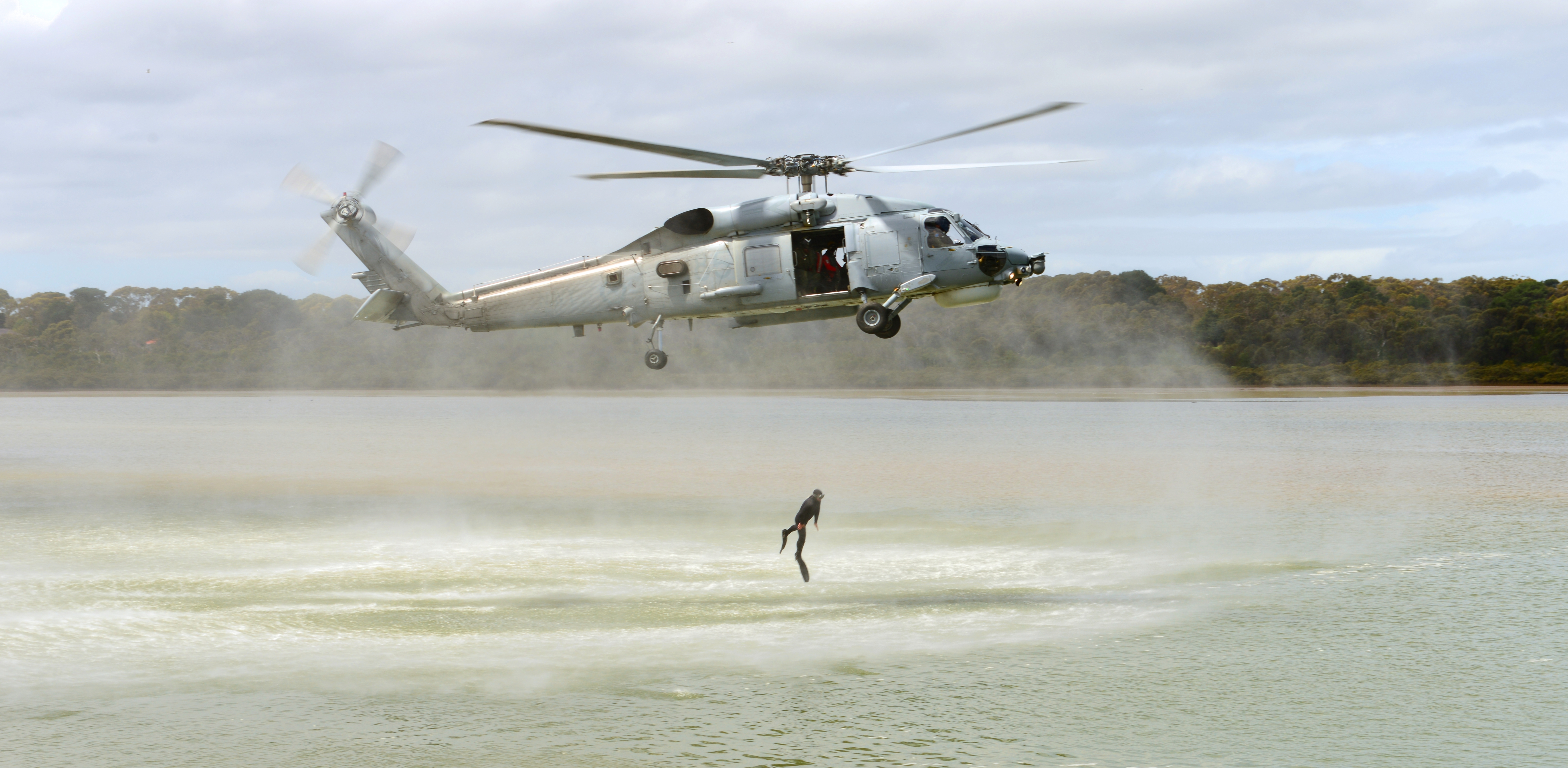
다이버는 HMAS 켈베로스 오픈 일 공개 시범의 일환으로 S-70B-2 시호크 헬기에서 도약.

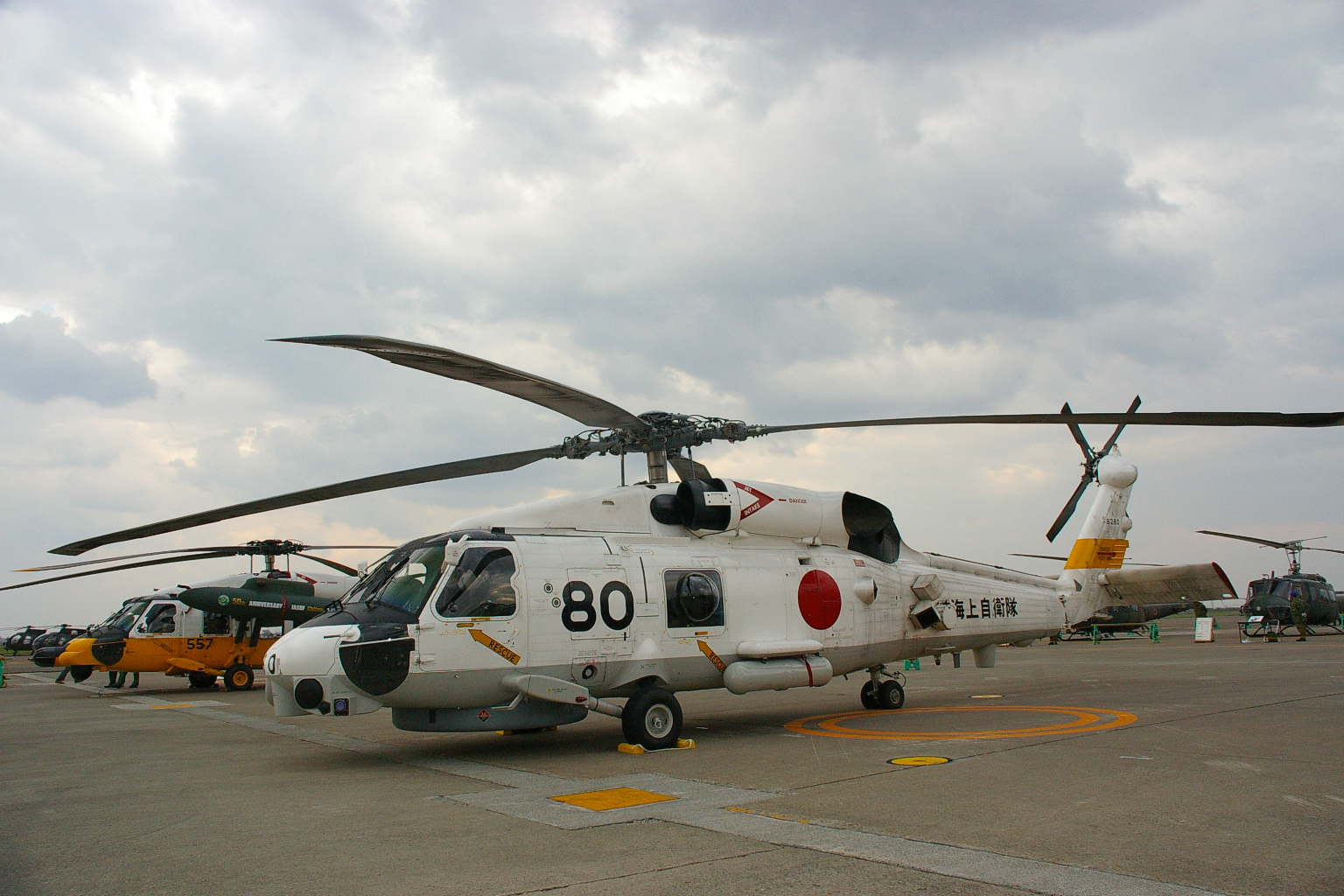
SH-60J 일본 자위대 수출용 모델(라이센스 생산)

- S-70B-2 16대 운용 중.오스트레일리아 해군
- 오스트레일리아 해군 816 비행대대

 브라질
- S-70B 시호크 4대, 브라질 해군, 2008년에 인도됨

 스페인
- 스페인 해군 S-70 16대 운용

 그리스
- S-70B 3대와 S-70B-6 운용

 일본
- 일본 해상자위대가 90대의 SH-60J 운용 중.

 중화민국 (대만)
- S-70C(M)-1 10대를 중화민국 해군이 운용 중.

 태국
- 6 S-70B-7 and 6 MH-60S.[4]

 튀르키예
- 24 S-70B-28 시호크 (1 helicopter of the first batch of 8 was lost, 17 more have later been ordered)[5]

## 제원
일반 특성
- 초도비행: 1979년 12월 12일
- 실전배치: 1984년
- 가격: 2800만 달러 (MH-60S)
- 승무원: 3명
- 수송능력:
  - SH-60B, SH-60F, SH-60H
    - 8명 승객 또는
    - 6,000 파운드의 견인 화물 또는
    - 4,100 파운드의 내부 화물

  - SH-60S
    - 11명 승객 또는
    - 9,000 파운드 견인 화물
- 길이: 19.76 m, 64 ft 10 in (주 로터 및 꼬리로터를 접은 격납상태시 13.04m)

- 날개: 16.36 m, 53 ft 8 in (격납 상태시 3.26m)
- 높이: 5.23 m, 17 ft 2 in (격납 상태시 4.04m)
- 면적: 210 m², 2'262 ft²
- 경하중량: 6'190 kg, 13'648 lb
- 만재중량: 9'575 kg, 20'110 lb
- 최대이륙중량: 9'927 kg, 21'884 lb
- 엔진: GE T700-GE-401C, 1'208 kW, 1'620 hp

성능
- 최대속도: 333 km/h, 207 mph, 180 노트
- 항속거리: 704 km, 437 mi, 380 nmi
- 최고고도: 5'790 m, 19'000 ft
- 상승속도: 3.6 m/s, 700 ft/min
- 음파탐지기: AQS-13

무장
- 3x 마크 46 어뢰 또는 마크 50 어뢰
- AGM-114 헬파이어 미사일:
  - 4x AGM-114 헬파이어 미사일: SH-60B, HH-60H,
  - 8x AGM-114 헬파이어 미사일: MH-60S Block III
- AGM-119 펭귄 미사일
- M60 기관총 또는, M240 기관총 또는 GAU-16/A 기관총 또는 GAU-17/A 미니건

## 같이 보기
- UH-60 블랙호크
- HH-60 페이브호크
- 시콜스키 S-70